# Protestas en Francia de 2019-2020
Las protestas contra el plan de reforma de las pensiones francesas de 2019-2020 comenzó el 5 de diciembre para protestar contra los amplios cambios en el sistema de pensiones de Francia propuestos por el presidente francés Emmanuel Macron. La reforma de las pensiones fue una de las promesas del presidente Macron y hay tres propuestas principales del plan de reforma de las pensiones. El primero es crear un plan de jubilación estatal universal, que reemplazaría los 42 planes de jubilación individuales que existen en Francia. El segundo es un "sistema de puntos", para dar una pensión en proporción a las contribuciones pagadas. El tercero es "mejorar las pensiones de los más desfavorecidos". El resultado del sistema aumentaría la edad de jubilación de muchos empleos en Francia.
El plan de reforma de pensiones francés de 2019 sigue las reformas de pensiones anteriores en 1993, 2003, 2010 y 2013, pero es mucho más completo en eso que en lugar de ajustar el sistema (por muchas razones, como resultado del aumento de la esperanza de vida), el sistema va a ser reemplazado. En septiembre de 2017, Jean-Paul Delevoye fue designado como Alto Comisionado para la Reforma de Pensiones, y se le ordenó revisar el sistema de pensiones. En julio de 2019, se presentó un informe de sus recomendaciones, destacando los conceptos básicos de un proyecto de ley que se propondrá a la Asamblea Nacional para la reforma de las pensiones. Si el proyecto de ley se convirtiera en ley, solo entraría en vigor en 2025.
Los ministros del gobierno han afirmado que las reformas de las pensiones simplificarán un sistema complejo y lo harán más justo.

## Acciones
Las huelgas comenzaron el 5 de diciembre cuando más de 30 sindicatos iniciaron acciones de huelga con la intención de cerrar el país y obligar al presidente Emmanuel Macron a revaluar sus planes para la reforma de las pensiones. Las acciones resultaron en el cierre de la Torre Eiffel junto con la mayoría de las líneas de tren ligero en París. 6000 policías se desplegaron solo en París en previsión de las protestas, particularmente alrededor del Palacio del Elíseo que estaba cercado.
Las protestas se volvieron violentas en el este de París, donde se vio a los manifestantes encendiendo fuegos y rompiendo ventanas. 
La policía informó que 65,000 personas se habían manifestado en París, mientras que el sindicato CGT sugirió que 250,000 personas habían acudido. Mientras que en todo el país el Ministerio del Interior dijo que más de 800,000 personas protestaban contra la CGT dijo que la cifra era de 1.5 millones.
Las huelgas y protestas continuaron el 6 de diciembre, ya que los sindicatos dijeron que no habría descanso. Si bien algunas escuelas reabrieron, casi todos los servicios de trenes de alta velocidad fueron cancelados, la mayoría del metro de París permaneció cerrado y cientos de vuelos fueron cancelados.
El transporte en todo el país permaneció paralizado el 8 de diciembre cuando las huelgas de la compañía ferroviaria estatal SNCF y el grupo parisiense de transporte público RATP continuaron hasta su cuarto día. Los sindicatos anunciaron que estaban planeando otra gran manifestación el 10 de diciembre.
El 12 de diciembre, el primer ministro francés, Édouard Philippe, dio a conocer la propuesta del gobierno de elevar la edad de jubilación de 62 a 64 y armonizar los 42 horarios de jubilación diferentes. Al día siguiente, el CFDT anunció que convocaría a sus miembros a unirse a las manifestaciones el 17 de diciembre..